# Antiguraleus murrheus
Antiguraleus murrheus é uma espécie de gastrópode do gênero Antiguraleus, pertencente a família Mangeliidae.